# Поликарп (Диамантопулос)
Епи́скоп Полика́рп (греч. Επίσκοπος Πολύκαρπος; род. 2 февраля 1973, Илиуполи) — архиерей Александрийской православной церкви, епископ Буниаский и Кисанганский (с 2024).

## Биография
Родился 2 февраля 1973 года в Илиуполи, Салоники, где он закончил среднюю школу. Был принят в Университет Аристотеля в Салониках на кафедру электротехники и вычислительной техники инженерного факультета, где он получил степени бакалавра наук и магистра.
В 1995 году скиту Святой Анны он был пострижен в монашество. Получил степень бакалавра православного богословия и гуманитарных наук в Швейцарском университете Еврака (Euraka University of Switzerland) и степень магистра православного богословия в Университете «Неаполис» в Пафосе.
Трудился в Свято-Троицком монастыре на Халки и богословской школе на Халки рядом с его настоятелем, а ныне митрополитом Деркским Апостолом
В 2010 году направился на миссионерское служение в Африку. В качестве протосинкелла он служил в Мадагаскарской митрополии до 2018 года, а после образования Тулиарской и Южно-Мадагаскарской епархии — в клире последней. В 2018 году он также работал в миссионерском отделе Киншасской митрополии в Конго, помогая митрополиту Киншасскому Никифору (Констандину).
6 марта 2022 года он был назначен патриаршим эпитропом Кисанганской епархии, которая находилась по управлением предстоятеля Александрийского престола Патриарха Феодора II. В восточном Конго он усердно трудился над созданием недавно созданной епархии.
15 февраля 2024 года Священным синодом Александрийской православной церкви был избран для рукоположения в сан епископа Буниаского и Кисанганского.
10 марта 2024 года в Патриаршем монастыре Святого Саввы в Каире хиротонисан во епископа Буниаского и Кисанганского. Хиротонию совершили: Патриарх Александрийский Феодор II, митрополит Леонтопольский Гавриил (Рафтопулос), митрополит Птолемаидский Пантелеимон (Арафимос), митрополит Пилусийский Наркисс (Гаммох), митрополит Тамиафский Герман (Галанис), епископ Тулиарский и Южно-Мадагаскарский Продром (Кацулис), епископ Бужумбурский и Бурундийский Исаак (Цапоглу), епископ Константинийский Косма (Таситис) и епископ Иппонский Стефан (Сулимиотис).